# Red Bull Junior Team

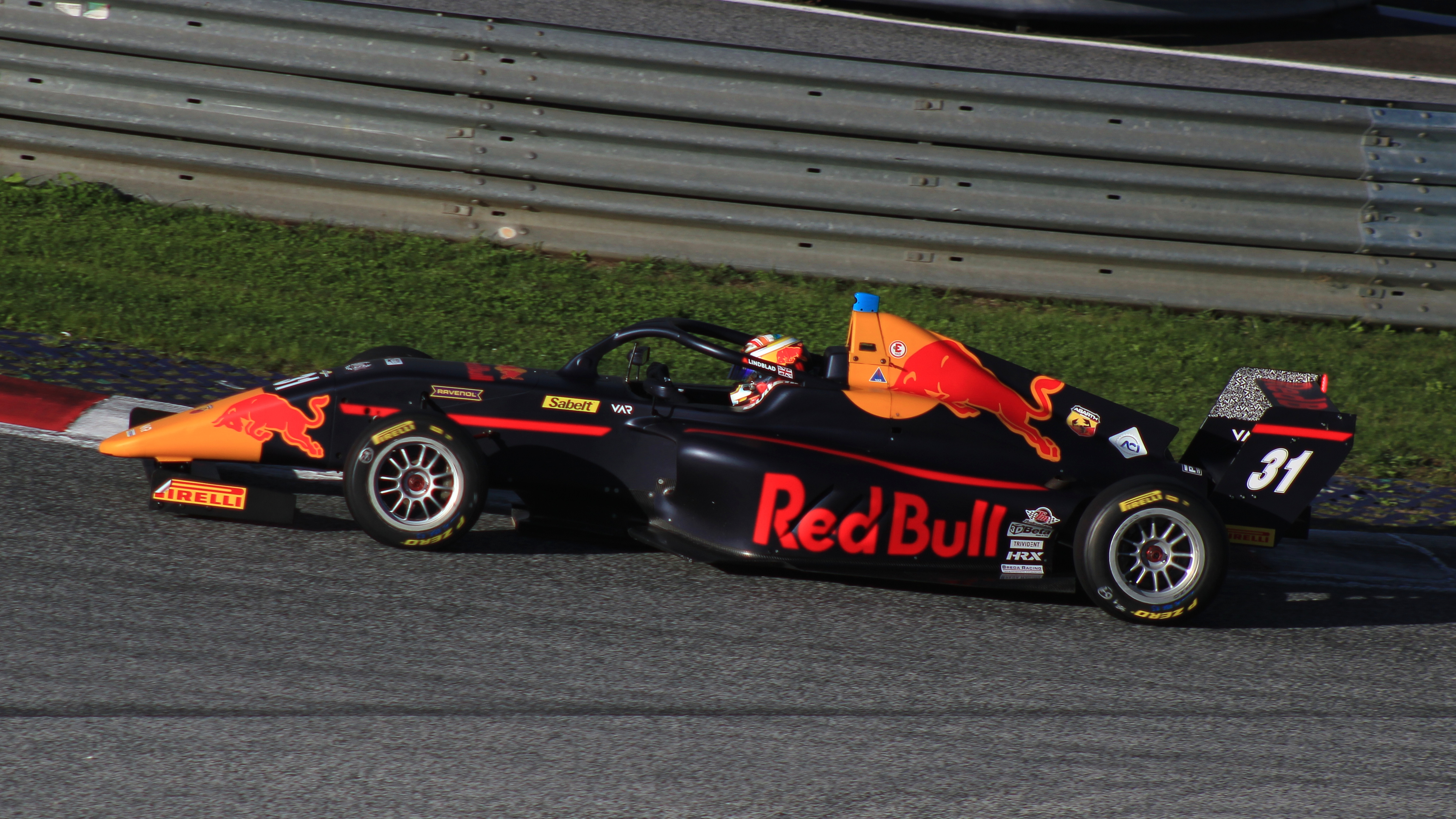
Arvid Lindblad w samochodzie Formuły 4 z widocznym malowaniem i sponsoringiem Red Bulla (2022)

Red Bull Junior Team – program rozwojowy dla młodych kierowców prowadzony przez Red Bulla, w celu zidentyfikowania potencjalnych przyszłych gwiazd w samochodach o otwartym nadwoziu. W podobny sposób był prowadzony program Red Bull Driver Search w Stanach Zjednoczonych, lecz program został zamknięty. Członkowie Red Bull Junior Team są finansowani i sponsorowani przez austriackiego producenta w niższych seriach wyścigowych.
Program okazywał się skuteczny, wprowadzając wielu kierowców do Formuły 1. Pięciu jego członków – Sebastian Vettel, Daniel Ricciardo, Max Verstappen, Pierre Gasly i Carlos Sainz Jr. posiadają zwycięstwa w najważniejszej serii wyścigowej, a dwóch z nich (Vettel i Verstappen) zdobyło po cztery tytuły mistrza świata. Red Bull jest właścicielem dwóch zespołów – Red Bull Racing i Racing Bulls (wcześniej Scuderia Toro Rosso i Scuderia AlphaTauri).
Red Bull Junior Team był oficjalną nazwą zespołu RSM Marko, który startował w Formule 3000 w sezonach 1999–2003, który był sponsorowany przez Red Bulla, a dyrektorem tego zespołu był Helmut Marko.
Red Bull Junior Team został założony w 2001 roku jako europejski program rozwojowy Red Bulla. Austriacka firma oferuje wsparcie i sponsoring kierowcom, którzy należą do tego programu. Pierwszym kierowcą Red Bull Junior Team, który dostał się do Formuły 1 był Christian Klien. Sebastian Vettel natomiast w Grand Prix Włoch 2008 został pierwszym kierowcą z tego programu, który wygrał wyścig Formuły 1. Niemiec został także pierwszym reprezentantem z juniorskiego grona, który wywalczył mistrzostwo świata Formuły 1.

## Aktualni członkowie
| Kierowca            | Lata    | Aktualna seria                                                                            | Tytuły                                       |
| ------------------- | ------- | ----------------------------------------------------------------------------------------- | -------------------------------------------- |
| Arvid Lindblad      | od 2021 | Formuła 2 Formula Regional Oceania Championship                                           | Formula Regional Oceania Championship (2025) |
| Oliver Goethe       | od 2023 | Formuła 2                                                                                 | —                                            |
| Pepe Martí          | od 2023 | Formuła 2                                                                                 | —                                            |
| Enzo Tarnvanichkul  | od 2023 | —                                                                                         | —                                            |
| Tim Tramnitz        | od 2023 | Formuła 3                                                                                 | —                                            |
| Jules Caranta       | od 2025 | Eurocup-3 Eurocup-3 Spanish Winter Championship                                           | —                                            |
| Rocco Coronel       | od 2025 | Ginetta Junior Championship                                                               | —                                            |
| Christopher Feghali | od 2025 | Karting (OK)                                                                              | —                                            |
| James Egozi         | od 2024 | Formula Winter Series Hiszpańska Formuła 4                                                | —                                            |
| Scott Lindblom      | od 2024 | Karting (OK)                                                                              | —                                            |
| Fionn McLaughlin    | od 2024 | Brytyjska Formuła 4                                                                       | —                                            |
| Ernesto Rivera      | od 2024 | Formula Regional Middle East Championship Eurocup-3 Eurocup-3 Spanish Winter Championship | —                                            |
| Nikola Cołow        | od 2025 | Formuła 3 Eurocup-3                                                                       | —                                            |
| Niklas Schaufler    | od 2025 | Eurocup-4 Sapnish Winter Championship Hiszpańska Formuła 4                                | —                                            |

## Członkowie, którzy dostali się do Red Bull Racing
Pogrubiona czcionka oznacza tytuł mistrzowski, zielony kolor oznacza kierowcę obecnie jeżdżącego w Formule 1 zaś złoty kolor oznacza mistrzostwo świata Formuły 1
| Kierowca          | Doświadczenie w juniorskich seriach | Doświadczenie w juniorskich seriach | Doświadczenie w Formule 1  | Doświadczenie w Formule 1 | Doświadczenie w Formule 1                                      | Zdobyte tytuły mistrza świata Formuły 1 |
| Kierowca          | Lata                                | Inne serie | Toro Rosso/AlphaTauri/RB   | Red Bull Racing           | Inne zespoły                                                   | Zdobyte tytuły mistrza świata Formuły 1 |
| ----------------- | ----------------------------------- | --- | -------------------------- | ------------------------- | -------------------------------------------------------------- | --------------------------------------- |
| Alexander Albon   | 2012                                | Europejski Puchar Formuły Renault 2.0 (2012) | 2019                       | 2019–2020                 | Williams (od 2022)                                             | —                                       |
| Pierre Gasly      | 2014-2017                           | Formuła Renault 3.5 (2014) Seria GP2 (2014-2016) Super Formula (2017) | 2017–2018, 2019–2022       | 2019                      | Alpine (od 2023)                                               | —                                       |
| Christian Klien   | 2001–2003                           | Formuła BMW ADAC (2001) Niemiecka Formuła Renault 2000 (2002) Formuła Renault 2000 Eurocup (2002) Formuła 3 Euro Series (2003) |                            | 2005–2006                 | Jaguar Racing (2004) HRT (2010)                                | —                                       |
| Daniił Kwiat      | 2010–2013                           | Europejska Formuła BMW (2010) Formuła BMW Pacific (2010) Europejski Puchar Formuły Renault 2.0 (2010-2012) Toyota Racing Series (2011) Północnoeuropejski Puchar Formuły Renault 2.0 (2011) Alpejska Formuła Renault 2.0 (2012) Seria GP3 (2013) Europejska Formuła 3 (2013) | 2014, 2016–2017, 2019–2020 | 2015–2016                 |                                                                | —                                       |
| Liam Lawson       | 2019–2023                           | Formuła 3 (2019-2020) Deutsche Tourenwagen Masters (2021) Formuła 2 (2021-2022) Super Formula (2023) | 2023, 2024, od 2025        | 2025                      |                                                                | —                                       |
| Vitantonio Liuzzi | 2002–2004                           | Niemiecka Formuła 3 (2002) Formuła 3000 (2003-2004) | 2006–2007                  | 2005                      | Force India (2009–2010) HRT (2011)                             | —                                       |
| Daniel Ricciardo  | 2008–2011                           | Europejski Puchar Formuły Renault 2.0 (2008) Zachodnioeuropejski Puchar Formuły Renault 2.0 (2008) Brytyjska Formuła 3 (2009) Formuła Renault 3.5 (2009–2011) | 2012–2013, 2023–2024       | 2014–2018                 | HRT (2011) Renault (2019–2020) McLaren (2021–2022)             | —                                       |
| Yūki Tsunoda      | 2019–2020                           | Formuła 3 (2019) Euroformula Open Championship (2019) Toyota Racing Series (2020) Formuła 2 (2020) | 2021–2025                  | od 2025                   |                                                                | —                                       |
| Sebastian Vettel  | 2001–2007                           | Karting (2001–2002) Formuła BMW ADAC (2003-2004) Formuła 3 Euro Series (2005–2006) Formuła Renault 3.5 (2006–2007) | 2007–2008                  | 2009–2014                 | BMW Sauber (2007) Ferrari (2015–2020) Aston Martin (2021–2022) | 4 (2010-2013)                           |
| Max Verstappen    | 2014                                | Europejska Formuła 3 (2014) | 2015–2016                  | od 2016                   |                                                                | 4 (2021-2024)                           |

## Członkowie, którzy dostali się do Toro Rosso/AlphaTauri/RB
Poniżej znajduje się lista kierowców, którzy dostali się z programu rozwojowego do zespołu Toro Rosso/AlphaTauri/RB ale nie jeździli dla Red Bull Racing. Członkowie Red Bull Junior Team, którzy jeździli zarówno dla Scuderii Toro Rosso/Scuderii AlphaTauri/RB jak i Red Bull Racing są wymienieni na liście powyżej.
Pogrubiona czcionka oznacza tytuł mistrzowski, zielony kolor oznacza obecnie jeżdżącego kierowcę w Formule 1
| Kierowca          | Doświadczenie w juniorskich seriach | Doświadczenie w juniorskich seriach | Doświadczenie w Formule 1 | Doświadczenie w Formule 1                                                      |
| Kierowca          | Lata                                | Inne serie | Toro Rosso/AlphaTauri/RB  | Inne zespoły                                                                   |
| ----------------- | ----------------------------------- | --- | ------------------------- | ------------------------------------------------------------------------------ |
| Jaime Alguersuari | 2006–2009                           | Włoska Formuła Renault (2006–2007) Europejski Puchar Formuły Renault 2.0 (2006-2007) Brytyjska Formuła 3 (2008) Hiszpańska Formuła 3 (2008) Formuła Renault 3.5 (2009) | 2009–2011                 |                                                                                |
| Sébastien Buemi   | 2005–2008                           | Formuła BMW (2005) Północnoeuropejski Puchar Formuły Renault 2.0 (2006) Formuła 3 Euro Series (2006–2007) Seria GP2 (2007-2008) GP2 Asia Series (2008) | 2009–2011                 |                                                                                |
| Isack Hadjar      | 2022–2024                           | Formuła 3 (2022) Formuła 2 (2023-2024) | od 2025                   |                                                                                |
| Brendon Hartley   | 2007−2010                           | Północnoeuropejski Puchar Formuły Renault 2.0 (2006) Europejski Puchar Formuły Renault 2.0 (2007) Włoska Formuła Renault (2007) Brytyjska Formuła 3 (2008) Formuła 3 Euro Series (2008–2009) Formuła Renault 3.5 (2009–2010)                                                                          | 2017–2018                 |                                                                                |
| Carlos Sainz Jr.  | 2010–2014                           | Europejska Formuła BMW (2010) Formuła BMW Pacific (2010) European F3 Open (2010) Europejski Puchar Formuły Renault 2.0 (2010-2011) Północnoeuropejski Puchar Formuły Renault 2.0 (2011) Formuła 3 Euro Series (2011–2012) Brytyjska Formuła 3 (2012) Seria GP3 (2013) Formuła Renault 3.5 (2013-2014) | 2015–2017                 | Renault (2017–2018) McLaren (2019–2020) Ferrari (2021–2024) Williams (od 2025) |
| Scott Speed       | 2003–2005                           | Brytyjska Formuła 3 (2003) Niemiecka Formuła Renault 2000 (2004) Europejski Puchar Formuły Renault 2000 (2004) Seria GP2 (2005) A1 Grand Prix (2005/2006) | 2006–2007                 |                                                                                |
| Jean-Éric Vergne  | 2008–2011                           | Europejski Puchar Formuły Renault 2.0 (2008-2009) Zachodnioeuropejski Puchar Formuły Renault 2.0 (2008–2009) Brytyjska Formuła 3 (2010) Seria GP3 (2010) Formuła Renault 3.5 (2010–2011) | 2012–2014                 |                                                                                |

## Byli kierowcy

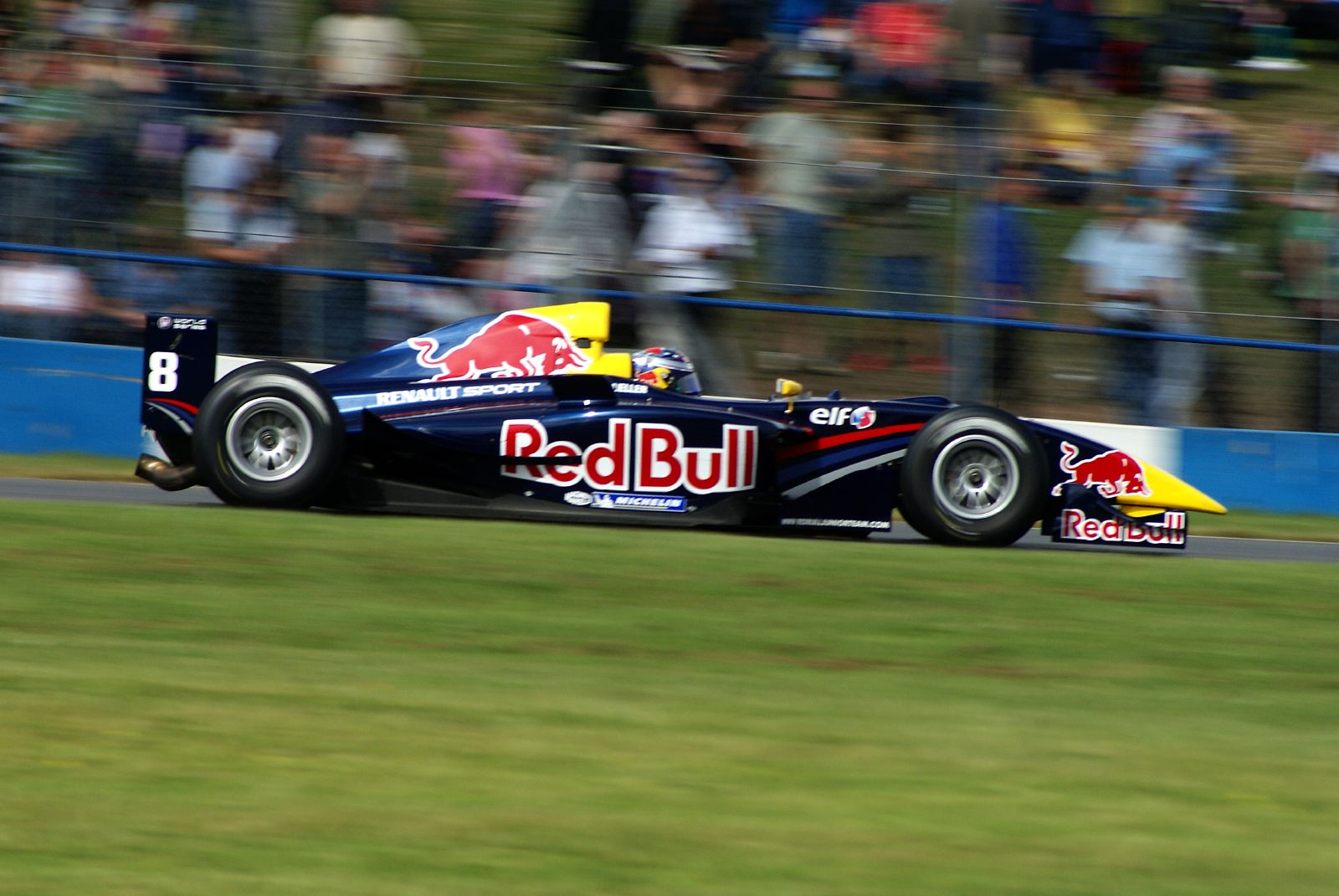
Michael Ammermüller podczas wyścigu Formuły Renault 3.5 w 2007

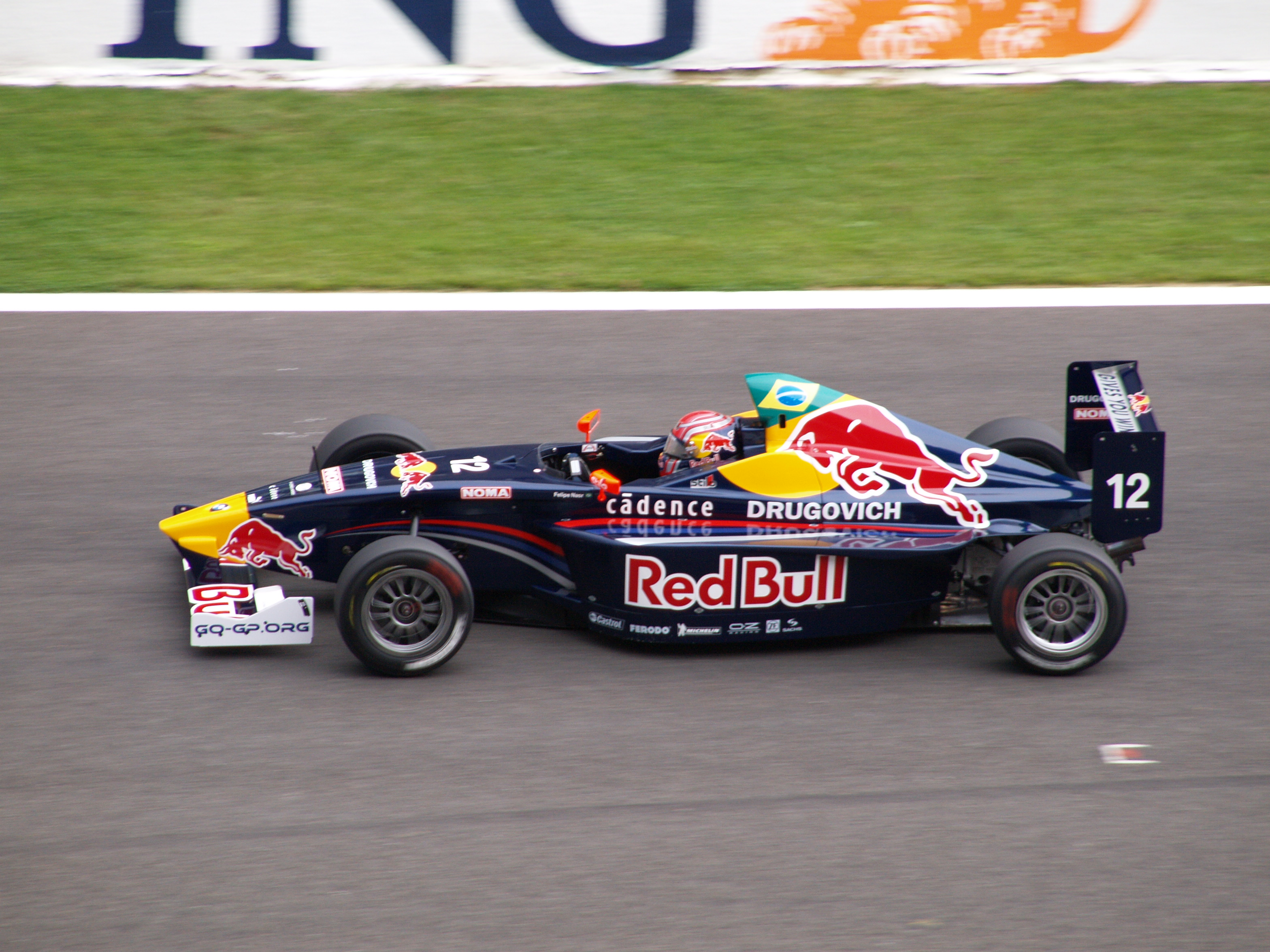
Felipe Nasr podczas wyścigu Formuły BMW w 2009

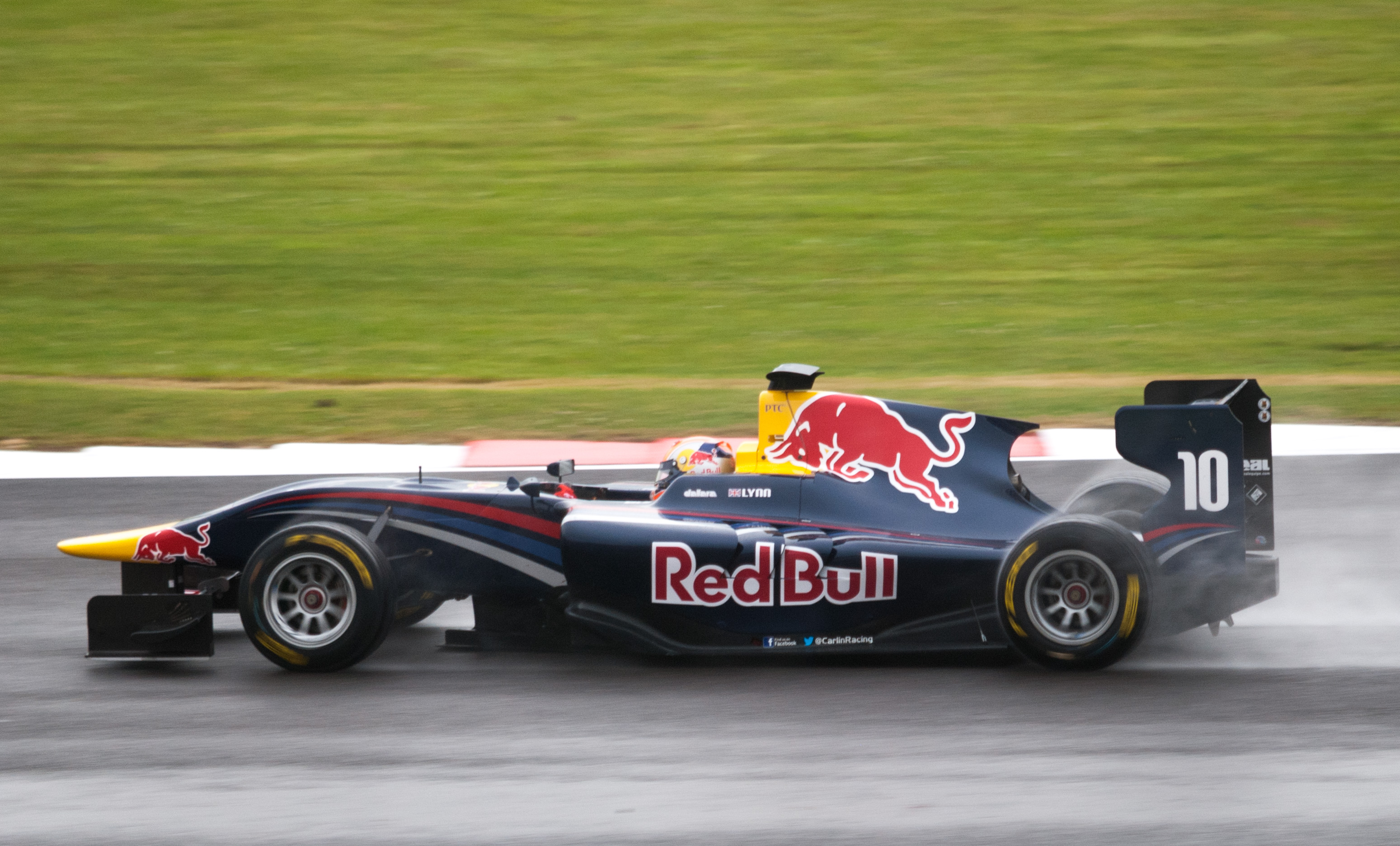
Alex Lynn podczas wyścigu Serii GP3 w 2014

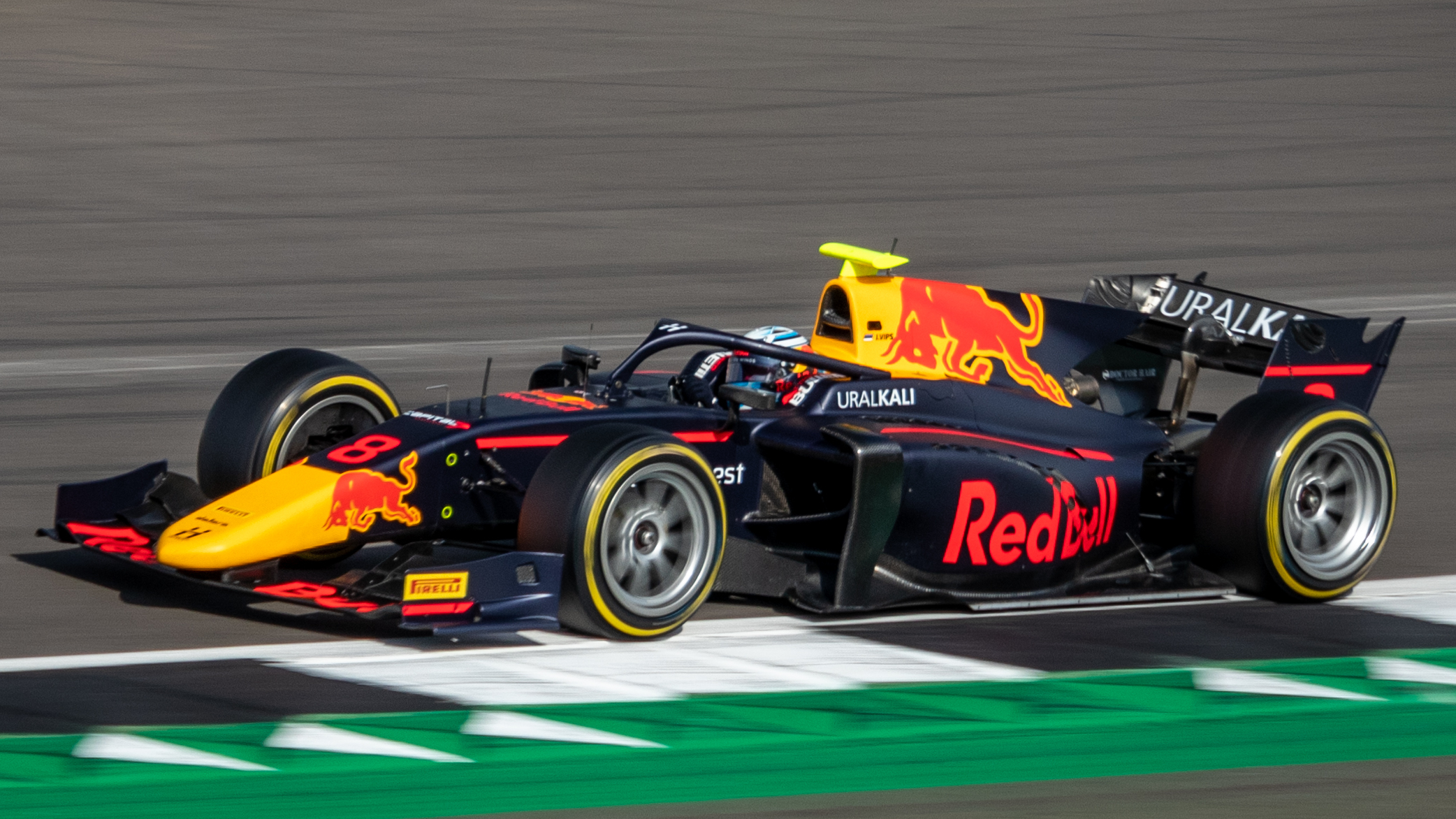
Jüri Vips podczas wyścigu Formuły 2 w 2021

| Kierowca               | Lata       | Serie wyścigowe |
| ---------------------- | ---------- | --- |
| Siergiej Afanasjew     | 2006       | Szwajcarska Formuła Renault (2006) Północnoeuropejski Puchar Formuły Renault 2.0 (2006) |
| Filipe Albuquerque     | 2005–2007  | Hiszpańska Formuła 3 (2005) Niemiecka Formuła Renault 2.0 (2005) Europejski Puchar Formuły Renault 2.0 (2005-2006) Północnoeuropejski Puchar Formuły Renault 2.0 (2006) Formuła Renault 3.5 (2007) Seria GP2 (2007)                                            |
| Michaił Aloszyn        | 2005–2009  | Europejski Puchar Formuły Renault 2.0 (2005) Niemiecka Formuła Renault 2.0 (2005) Formuła Renault 3.5 (2006–2008) Formuła 2 (2009) |
| Michael Ammermüller    | 2004–2007  | Niemiecka Formuła Renault 2000 (2004) Europejski Puchar Formuły Renault 2.0 (2004-2005) Włoska Formuła Renault 2.0 (2005) Seria GP2 (2006-2007) Formuła Renault 3.5 (2007) A1 Grand Prix (2007)                                                                |
| Nathan Antunes         | 2006       | Północnoeuropejski Puchar Formuły Renault 2.0 (2006) Niemiecka Formuła 3 (2006) |
| Souta Arao             | 2022–2023  | Francuska Formuła 4 (2022) GB3 Championship (2023) |
| Lucas Auer             | 2019       | Super Formula |
| Bernhard Auinger       | 2001–2003  | Niemiecka Formuła 3 (2001–2002) Formuła 3000 (2003) Formuła 3 Euro Series (2003) |
| Pedro Bianchini        | 2007       | Formuła BMW ADAC (2007) |
| Tom Blomqvist          | 2013       | Europejska Formuła 3 (2013) |
| Mirko Bortolotti       | 2009       | Formuła 2 (2009) |
| Karun Chandhok         | 2008       | Seria GP2 (2008) GP2 Asia Series (2008) |
| Dominique Claessens    | 2004       | Europejski Puchar Formuły Renault 2000 (2004) Niemiecka Formuła Renault 2000 (2004) |
| Stefano Coletti        | 2005–2008  | Formuła BMW ADAC (2005−2006) Europejski Puchar Formuły Renault 2.0 (2006-2007) Włoska Formuła Renault (2007) Formuła 3 Euro Series (2008) |
| Jak Crawford           | 2020–2023  | Włoska Formuła 4 (2020) Niemiecka Formuła 4 (2020) Formuła 3 (2021-2022) Formula Regional Asian Championship (2022) Formula Regional Middle East Championship (2023) Formuła 2 (2023)                                                                          |
| Jehan Daruvala         | 2020–2022  | Formuła 2 (2020−2022) Formula Regional Asian Championship (2021) |
| Enzo Deligny           | 2023–2024  | Hiszpańska Formuła 4 (2023) Włoska Formuła 4 (2023) Formula Regional European Championship (2024) Formula 4 UAE Championship (2024) |
| Tom Dillmann           | 2007–2008  | Formuła 3 Euro Series (2007–2008) |
| Jack Doohan            | 2018-2021  | Euroformula Open Championship (2019) F3 Asian Championship (2019–2020) Formuła 3 (2020–2021) Formuła 2 (2021) |
| Jonny Edgar            | 2018–2022  | Karting (2018) Niemiecka Formuła 4 (2019–2020) Włoska Formuła 4 (2019-2020) Formuła 3 (2021-2022) |
| John Michael Edwards   | 2005–2007  | Niemiecka Formuła Renault 2.0 (2005) Europejski Puchar Formuły Renault 2.0 (2005-2006) Północnoeuropejski Puchar Formuły Renault 2.0 (2006) Atlantic Championship (2007)                                                                                       |
| Paul Edwards           | 2003       | World Series by Nissan (2003) |
| Philipp Eng            | 2005−2006  | Karting (2005) Formuła BMW ADAC (2006) |
| António Félix da Costa | 2012−2013  | Seria GP2 (2012) Formuła Renault 3.5 (2012–2013) |
| Enzo Fittipaldi        | 2023       | Formuła 2 (2023) |
| Colin Fleming          | 2004–2006  | Europejski Puchar Formuły Renault 2000 (2004) Niemiecka Formuła Renault 2000 (2004) Formuła Renault 3.5 (2005–2006) |
| Igor Fraga             | 2020       | Formuła 3 (2020) |
| Patrick Friesacher     | 2001–2003  | Formuła 3000 (2001–2003) |
| Dennis Hauger          | 2018–2023  | Brytyjska Formuła 4 (2018) Włoska Formuła 4 (2019) Niemiecka Formuła 4 (2019) Euroformula Open Championship (2019) Formuła 3 (2020–2021) Porsche Carrera Cup Scandinavia (2020, 2022-2023) Formula Regional European Championship (2020) Formuła 2 (2022-2023) |
| Callum Ilott           | 2015       | Europejska Formuła 3 (2015) Toyota Racing Series (2015) |
| Ayumu Iwasa            | 2021–2024  | Formula Regional Asian Championship (2021) Formuła 3 (2021) Formuła 2 (2022-2023) Super Formula (2024) |
| Neel Jani              | 2005, 2007 | Seria GP2 (2005) A1 Grand Prix (2005, 2007) Champ Car (2007) |
| Matt Jaskol            | 2004       | Amerykańska Formuła BMW (2004) |
| Daniel Juncadella      | 2008–2009  | Amerykańska Formuła BMW (2008) Europejska Formuła BMW (2008–2009) |
| Niko Kari              | 2016–2017  | Europejska Formuła 3 (2016) Seria GP3 (2017) |
| Narain Karthikeyan     | 2004       | World Series by Nissan (2004) |
| Jim Ka To              | 2005       | Azjatycka Formuła Renault Challenge (2005) |
| Reinhard Kofler        | 2001–2004  | Formuła BMW Junior (2001) Formuła BMW ADAC (2002) Formuła Renault 2000 Masters/Europejski Puchar Formuły Renault 2000 (2003-2004) Niemiecka Formuła Renault 2000 (2003–2004)                                                                                   |
| Yoshitaka Kuroda       | 2006       | Formuła BMW ADAC (2006) |
| Mathias Lauda          | 2003–2004  | World Series Lights (2003) Formuła 3000 (2004) |
| Luis Leeds             | 2016       | Brytyjska Formuła 4 (2016) Północnoamerykańska Formuła 4 (2016) |
| Noel León              | 2022       | Formula Regional European Championship (2022) |
| Alex Lynn              | 2014       | Seria GP3 (2014) |
| Grant Maiman           | 2003       | Formuła Renault 2000 Masters (2003) Włoska Formuła Renault 2000 (2003) Niemiecka Formuła Renault 2000 (2003) |
| Mika Mäki              | 2007–2009  | Europejski Puchar Formuły Renault 2.0 (2007) Włoska Formuła Renault (2007) Formuła 3 Euro Series (2008–2009) |
| Zane Maloney           | 2023       | Formuła 2 (2023) |
| Ricardo Maurício       | 2001–2002  | Formuła 3000 (2001–2002) |
| Matías Milla           | 2005       | Europejski Puchar Formuły Renault 2.0 (2005) Niemiecka Formuła Renault 2.0 (2005) |
| Kevin Mirocha          | 2007       | Formuła BMW ADAC (2007) |
| Sebastián Montoya      | 2023       | Formuła 3 (2023) Formula Regional Middle East Championship (2023) European Le Mans Series (2023) |
| Daniel Morad           | 2007       | Amerykańska Formuła BMW (2007) |
| Atte Mustonen          | 2004       | Karting (2004) |
| Joel Nelson            | 2003       | Euro Formuła 3000 (2003) Brytyjska Formuła 3 (2003) |
| Yuto Nomura            | 2022       | Francuska Formuła 4 (2022) |
| Teemu Nyman            | 2005       | Europejski Puchar Formuły Renault 2.0 (2005) Niemiecka Formuła Renault 2.0 (2005) |
| Oliver Oakes           | 2006–2007  | Brytyjska Formuła BMW (2006) Europejski Puchar Formuły Renault 2.0 (2007) Północnoeuropejski Puchar Formuły Renault 2.0 (2007 |
| Callan O’Keeffe        | 2012−2013  | ADAC Formel Masters (2012-2013) |
| Edoardo Piscopo        | 2006–2007  | Europejski Puchar Formuły Renault 2.0 (2006) Włoska Formuła Renault (2006) Toyota Racing Series (2006/2007) Formuła 3 Euro Series (2007) A1 Grand Prix (2007)                                                                                                  |
| Niall Quinn            | 2006       | Brytyjska Formuła BMW (2006) |
| Martin Ragginger       | 2002−2006  | Karting (2002–2004) Formuła BMW ADAC (2005−2006) |
| Guillermo Rojas        | 2004       | Europejski Puchar Formuły Renault V6 (2004) |
| Ren Satō               | 2022       | Super Formula (2022) |
| Sérgio Sette Câmara    | 2016       | Europejska Formuła 3 (2016) |
| Norbert Siedler        | 2003–2004  | World Series by Nissan (2003) Formuła Euroseries 3000 (2004) |
| Dean Stoneman          | 2015       | Formuła Renault 3.5 (2015) Seria GP2 (2015) |
| Kacper Sztuka          | 2023–2024  | Formuła 3 (2024) |
| Harry Thompson         | 2018–2019  | Karting |
| Daniel Ticktum         | 2017-2019  | Europejski Puchar Formuły Renault 2.0 (2017) Europejska Formuła 3 (2018) Super Formula (2019) |
| Jean-Karl Vernay       | 2007–2008  | A1 Grand Prix (2007) Formuła 3 Euro Series (2007–2008) |
| Neil Verhagen          | 2017–2018  | Europejski Puchar Formuły Renault 2.0 (2017–2018) Północnoeuropejski Puchar Formuły Renault 2.0 (2017–2018) |
| Richard Verschoor      | 2016–2017  | Formuła 4 SMP (2016) Hiszpańska Formuła 4 (2016) Europejski Puchar Formuły Renault 2.0 (2017) Toyota Racing Series (2017) |
| Jüri Vips              | 2018–2022  | Formuła 3 (2019) Super Formula (2019) Formula Regional European Championship (2020) Formuła 2 (2020–2022) |
| Beitske Visser         | 2013       | ADAC Formel Masters (2013) |
| Stefan Wackerbauer     | 2012       | Europejski Puchar Formuły Renault 2.0 (2012) Alpejska Formuła Renault 2.0 (2012) |
| Christoper Wassermann  | 2001–2004  | Karting (2001–2002) Formuła BMW ADAC (2003–2004) |
| Robert Wickens         | 2006–2009  | Amerykańska Formuła BMW (2006) Atlantic Championship (2007) Formuła Atlantic (2007) Formuła Renault 3.5 (2007) A1 Grand Prix (2007/2008) Formuła 3 Euro Series (2008) Formuła 2 (2009)                                                                         |
| Lewis Williamson       | 2012       | Formuła Renault 3.5 (2012) |
| Adrian Zaugg           | 2004–2007  | Formuła BMW ADAC (2004) Europejski Puchar Formuły Renault 2.0 (2005-2006) Włoska Formuła Renault (2005−2006) Formuła Renault 3.5 (2006) A1 Grand Prix (2006/2007, 2007) Seria GP2 (2007)                                                                       |

## Red Bull Driver Search
Red Bull Driver Search był amerykańskim programem juniorskim Red Bulla w latach 2002–2005. Była prowadzona równoległe z europejskim programem Red Bull Junior Team. Jego celem było „szukanie przyszłego amerykańskiego Mistrza Formuły 1”. Innym celem było natomiast stworzenie „w pełni amerykańskiego zespołu Formuły 1”.
Z tego programu wyróżniło się czterech kierowców, lecz do Formuły 1 dostał się jedynie Scott Speed. Po tym jak został jednym z czterech zwycięzców programu Red Bull Driver Search w 2002, przeniósł się na następny rok do Brytyjskiej Formuły 3. W 2004 roku wygrywał Niemiecką i Europejską Formułę Renault 2000. W 2005 jeździł w serii GP2 oraz na krótko reprezentował swój kraj w A1 Grand Prix przed dołączeniem do zespołu Scuderia Toro Rosso w Formule 1, którego Amerykanin reprezentował w sezonach 2006–2007.
17 października 2005 poinformowano o zaniechaniu działalności Red Bull Driver Search. Między innymi tego powodem było dostanie się Scotta Speeda do Formuły 1.